# آماکوسا شیرو

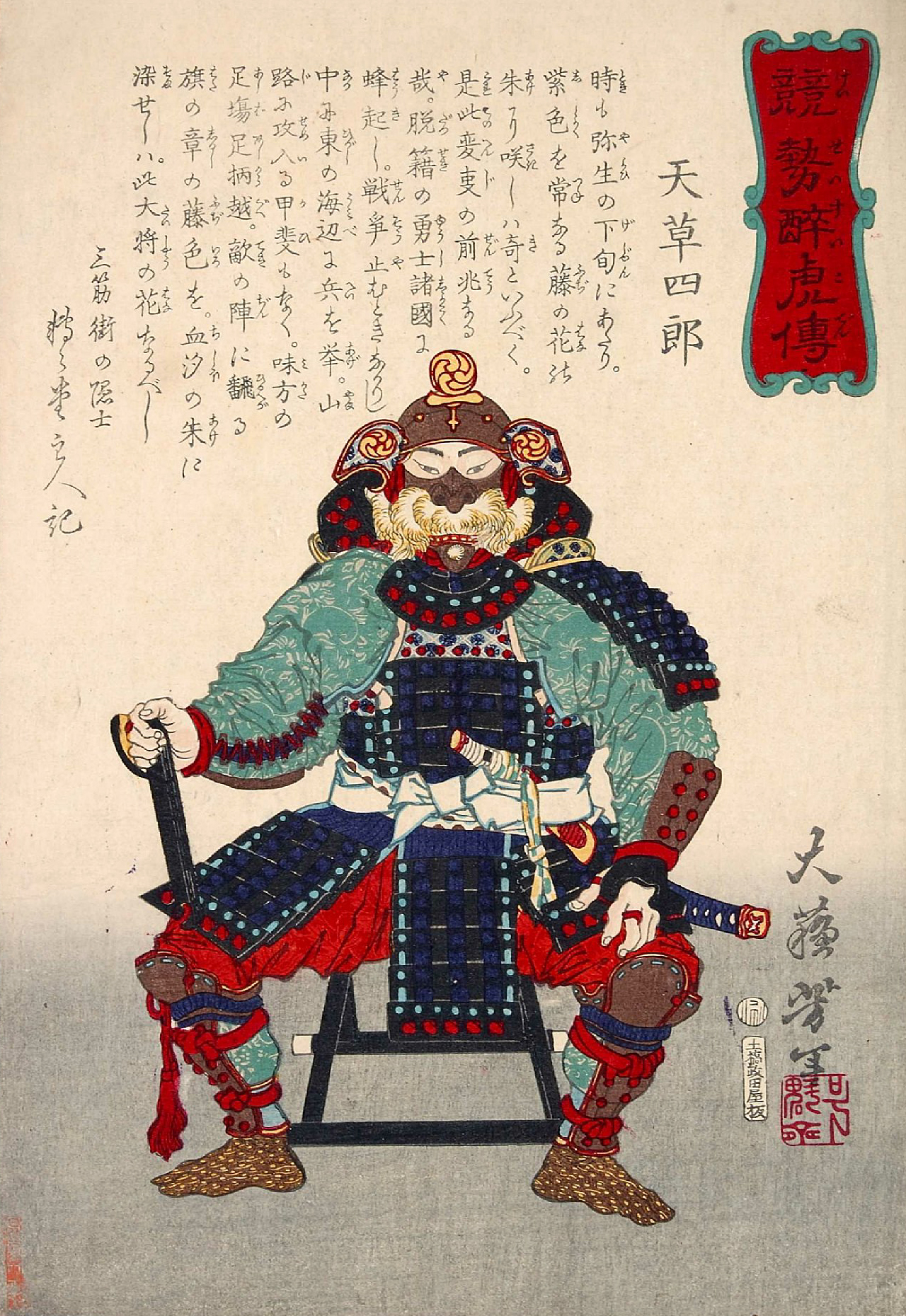

آماکوسا شیرو (به ژاپنی: 天草 四郎 Amakusa Shirō)، آماکوسا شیرو توکیسادا (به ژاپنی: 天草四郎時貞 Amakusa Shirō Tokisada) (۱۶۲۱ – ۲۸ فوریه، ۱۶۳۸) رهبر شورش شیمابارا، قیام کاتولیک‌های رومی (کاتولیسیزم) در برابر شوگون در ژاپن بود. این شورش شکست خورد و شیرو در سن ۱۶ اعدام شد، سر بریده او نزدیک ناگاساکی به نمایش گذاشته شد. از اواخر قرن ۲۰، در فرهنگ عامه به عنوان یک شخصیت در بازی‌های متعددی مانگا، انیمیشن، و ویدئو وارد شده است.